# Cusio
Cusio là một đô thị ở tỉnh Bergamo trong vùng Lombardia của nước Ý, có vị trí cách khoảng 70 km về phía đông bắc của Milano và khoảng 30 km về phía bắc của Bergamo. Tại thời điểm ngày 31 tháng 12 năm 2004, đô thị này có dân số 286 người và diện tích là 9,3 km².
Cusio giáp các đô thị: Cassiglio, Gerola Alta, Ornica, Santa Brigida.